# Gemistà
La gemistà (grec γεμιστά) és un plat de la cuina grega, consistent en tomàquets i pebrots farcits d'arròs i espècies, cuits al forn. De vegades també es fa amb albergínia o carbassó. Se sol servir el plat amb guarnició de patates fregides. Es fa normalment a l'estiu, quan es tenen a mà verdures fresques, i es pot menjar calent o bé fred com una mezze o aperitiu. També hi ha variacions amb carn picada, formatge o cansalada, i altres receptes utilitzant pinyons i panses en el farcit. A Creta, és costum de menjar-lo farcit de bulgur (en grec πλιγούρι, pliguri), una mena de pasta de blat semblant al cuscús. Aquesta mena de farcits també són comuns en altres països de l'Orient Mitjà com Turquia, Líban, etc on se'ls anomena amb el terme genèric de dolma.